# Тешик-Таш (печера)
Тешик-Таш, Тешикташ (узб. Teshik-Tosh — дірявий камінь) — печера в горах Байсунтау (Сурхандар'їнська область, Узбекистан), де в 1938–1939 роках археологом А. П. Окладніковим було виявлено та досліджено стоянку мустьєрської культури, де було знайдено рештки кістяка (череп та деякі інші кістки) хлопчика неардельтальця (Homo neandertalensis або Homo sapiens neandertalensis) 8 — 9 років, оточеного десятьма попарно встромленими у землю цапиними рогами.
На стоянці знайдено численні кам'яні вироби, а також кістки гірської кози, дикого коня, ведмедя та інших тварин. Основним засобом виживання мешканців печери Тешик-Таш, які кілька разів оселялись у печері (про це свідчить наявність п'яти культурних шарів), становило мисливство.